# Насва (Псковська область)
Насва — село в Новосокольницькому районі Псковської області, адміністративний центр Насвинської волості.
Розташована в 28 км на північ від міста Новосокольники, на річці Смердель. У селі бере свої витоки річка («східна») Насва — притока річки Ловать.
Через Насву проходить залізниця Санкт-Петербург — Невель — Київ. Є залізнична станція Насва.
Чисельність населення села за оцінкою на кінець 2000 року становила 820 жителів, на 2010 рік — 566 жителів.